# Rinorea fausteana
Rinorea fausteana är en violväxtart som beskrevs av Achound.. Rinorea fausteana ingår i släktet Rinorea och familjen violväxter. Inga underarter finns listade i Catalogue of Life.